# Ejército de tecnología de la información de Ucrania
El Ejército de Tecnología de la información (TI) de Ucrania (en ucraniano: IT-армія України) es una organización voluntaria de guerra cibernética creada a fines de febrero de 2022 para luchar contra la intrusión digital de la información y el ciberespacio ucranianos después del comienzo de la invasión rusa de Ucrania el 24 de febrero de 2022.

## Formación
El 26 de febrero de 2022, el ministro de Transformación Digital y Primer Viceprimer Ministro de Ucrania, Mijailo Fédorov, anunció la creación del Ejército de TI.
Según Reuters, el gobierno ucraniano solicitó voluntarios clandestinos, principalmente piratas informáticos ucranianos, para ayudar a proteger la infraestructura crítica y realizar misiones de espionaje cibernético contra las tropas rusas. Yegor Aushev, cofundador de una empresa de seguridad cibernética ucraniana, escribió: "¡Cibercomunidad ucraniana! Es hora de involucrarse en la defensa cibernética de nuestro país", pidiendo a los piratas informáticos y expertos en seguridad cibernética que envíen una solicitud que enumere sus especialidades, como el desarrollo de malware y referencias profesionales.

## Objetivos
Los voluntarios que se unieron al grupo se dividen en unidades cibernéticas ofensivas y defensivas. Mientras que la unidad de voluntarios ofensivos ayudaría a las Fuerzas Armadas de Ucrania a realizar operaciones de espionaje digital contra las fuerzas invasoras rusas, la unidad defensiva se emplearía para defender infraestructura como plantas de energía y sistemas de agua. Los ciberataques se coordinan a través de un canal de Telegram.

## Actividad
Fédorov solicitó la asistencia de ciberespecialistas y tuiteó un Telegram con una lista de 31 sitios web de empresas y organizaciones estatales rusas.
- El 28 de febrero de 2022, el Ejército de TI pirateó el sitio web de la Bolsa de Valores de Moscú. El Ejército de TI publicó que les tomó solo cinco minutos hacer que el sitio web fuera inaccesible.[7][8][9]
- El mismo día, el Ejército de TI pirateó el sitio web de Sberbank, el banco más grande de Rusia. El Ejército de TI también había lanzado ataques contra otros sitios rusos y bielorrusos, incluidos los sitios web gubernamentales de Rusia y Bielorrusia, el FSB y la agencia de noticias estatal bielorrusa BelTA, entre otros.[6][10]
- Según Reuters, el grupo apunta a las redes eléctricas y los ferrocarriles rusos para evitar que la infraestructura rusa llegue a Ucrania.[2] Esto incluía tecnologías como GLONASS.[2]